# Old Webster Schoolhouse
De Old Webster Schoolhouse of Markleeville Schoolhouse is een klein museum en voormalig schoolgebouw en ontmoetingsruimte in het dorp Markleeville, in de Amerikaanse staat Californië. Het gebouw wordt gezien als van lokaal historisch belang en staat op het National Register of Historic Places (NRHP).
Het gebouw, dat uit een klaslokaal en een portaal bestaat, werd in 1882 opgericht. Van 1883 tot 1928 diende het als schooltje voor Alpine County. Nadien woonde er een tijdlang een gezin. Het gebouw werd in 1966 na jaren van verval nauwkeurig gerestaureerd en is afgezien van nieuwe dakbekleding niet aanzienlijk gewijzigd. Sinds 1966 zijn er op de site enkele nieuwe gebouwen verschenen. De Old Webster Schoolhouse vormt samen met die gebouwen het Alpine County Museum Complex. In 2005 werd het bouwwerk op het NRHP geplaatst. Het is een van slechts twee zulke bouwwerken in de county, het andere is het Alpine County Courthouse, ook in Markleeville.
Sinds de restauratie baat de Alpine County Historical Society het museum uit in de zomermaanden.